# 보로바우

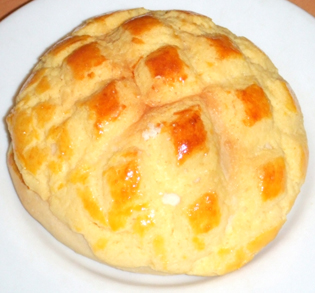
보로바우

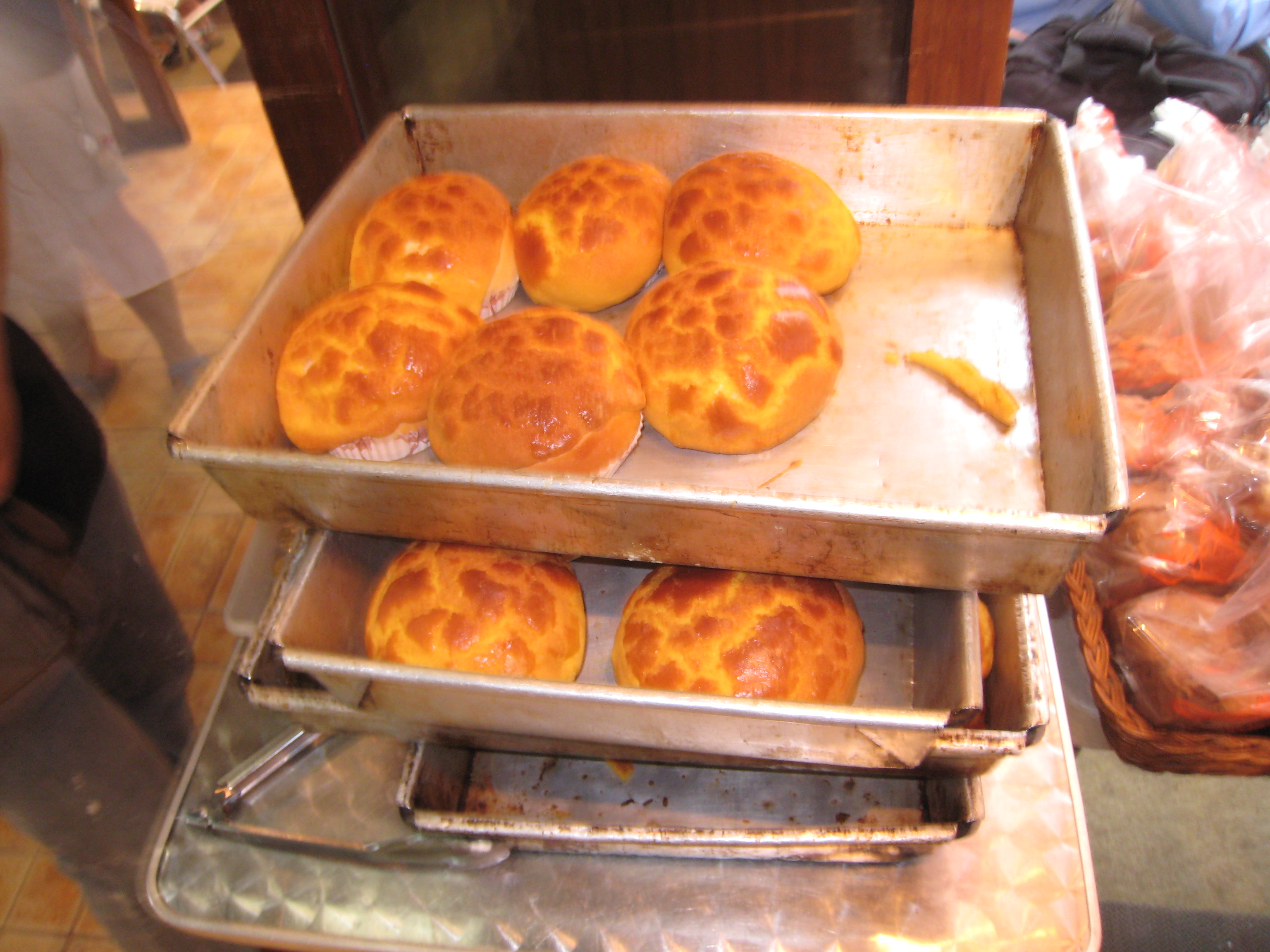
오븐에서 막 구워낸 보로바우

보로바우(중국어 간체자: 菠萝包, 정체자: 菠蘿包, 병음: bōluó bāo 보뤄바오[*], 윳핑: bo1 lo4 baau1) 또는 파인애플빵(영어: pineapple bun 파인애플 번[*])은 달콤한 페이스트리로 홍콩, 마카오, 중국 남부의 특정 지역과 전 세계 화교집단들 사이에서 인기가 있다. 대만과 토론토의 제과점에서 팔기도 한다. 광둥어로 '보로바우'라고 하는데, '보로'는 파인애플을, '바우'는 중국 요리에서 빵 종류를 지칭한다. 흔히 중국 제과점에서 팔며, 홍콩의 텔레비전, 라디오, 영화에서 자주 언급된다.

## 페이스트리
보로바우의 윗부분(파인애플을 닮은 부분)은 슈거쿠키를 만드는 반죽과 비슷하게 설탕, 달걀, 밀가루, 라드 등의 재료가 들어간다. 따라서 밑부분에 있는 빵에 비해 많이 달고 바삭바삭하다. 밑부분의 빵은 중국에서 서양식 빵을 만들 때 쓰는 반죽(단과자 빵 반죽)을 사용하기 때문에 흔히 서양에서 파는 빵보다 부드럽고 달짝지근하다. 보로바우는 아침이나 오후에 차 마실 때 많이 먹는 페이스트리이다. '보로바우'라고 부르지만, 전통적인 보로바우에는 파인애플이 들어가지 않는다. '보로바우'라고 이름을 붙인 이유는, 격자무늬의 달콤한 빵 껍질 부분이 황금 갈색이 날 때까지 구워지면 파인애플의 외과피 모양과 비슷하기 때문이다. 만드는 방법과 모양을 따서 빵 이름을 붙인 사실이 일본의 멜론 빵과 유사하다.

## 버터를 넣은 보로바우
차찬텡, 다이파이동과 같은 홍콩 식당에서 파는 '버터 보로바우'는 보로바우를 반 갈라 버터 조각을 끼워 만든다. 광둥어로 '보로야우'라고 하는데, '보로'는 파인애플을, '야우'는 기름 즉, 버터를 칭한다. 버터 대신 커스터드 크림을 넣기도 한다. 보통은 오븐에서 갓 구운 보로바우를 반으로 갈라 그 사이에 두툼한 버터 조각을 넣어 손님에게 제공한다. 버터 보로바우는 지방과 콜레스테롤 함량이 너무 높다고 지적하는 사람들도 가끔 있다.

## 다른 종류의 보로바우
보로바우는 작게 만들어 통조림 햄을 넣고 샌드위치를 만드는 용도로 쓰이기도 한다. 팥앙금, 커스터드 크림, 구운 돼지고기를 넣거나 칵테일 번처럼 단맛의 코코넛 소를 넣어 만든 보로바우도 있다. 속에 진짜 파인애플이 들어간 '파인애플 보로바우'를 팔기도 한다. 보로바우와 비슷한 빵으로는 멜론빵과 소보로빵이 있다. 소보로빵은 독일의 슈트로이젤과 질감이 비슷한 재료를 위에 얹어 만들지만, 보로바우와는 달리 파인애플 모양을 내지 않는다.

## 같이 보기
- 멜론빵
- 소보로빵
- 막사이고바우